# Академическая (платформа)
Академи́ческая — остановочный пункт Восточно-Сибирской железной дороги в черте Иркутска.
Территориально расположен между районами Студгородок (с севера) и Академгородок (с юга). С юга к платформе прилегает транспортная развязка Академического моста, через которую построен надземный переход.
Имеются две платформы. Останавливаются все электропоезда, в том числе экспресс до Байкальска. Время движения от вокзала до платформы — 8 минут.
В 2005—2006 годах платформа была существенно реконструирована. Было установлено металлическое ограждение на всю длину платформы, подземный переход, навес, новые перроны и перронные павильоны. В 2006 году, впервые для Иркутска, на Академической были установлены турникеты.